# Castello di Galatrona
Das Castello di Galatrona (auch  Torre di Galatrona) ist eine alte Wehranlage in Bucine im Osten der Toskana.

## Geschichte
Die Anlage wurde schon 963 als Canastruna als Burg mit Siedlung erwähnt. Dorf und Burg gehörten bis in das frühe 14. Jahrhundert zu den Guidi und später zu den Tarlati aus Arezzo. 1335 fiel der Ort an Florenz, zu diesem Zeitpunkt war ein zweiter und noch älterer Turm dokumentiert (Torre Vecchia). Dieser ist heute nur noch als Ruine vorhanden. Die heutige Anlage beinhaltet einen sehr hohen, romanischen Turm mit Tragevorrichtungen für einen heute nicht mehr vorhandenen Wehrgang.

## Bilder

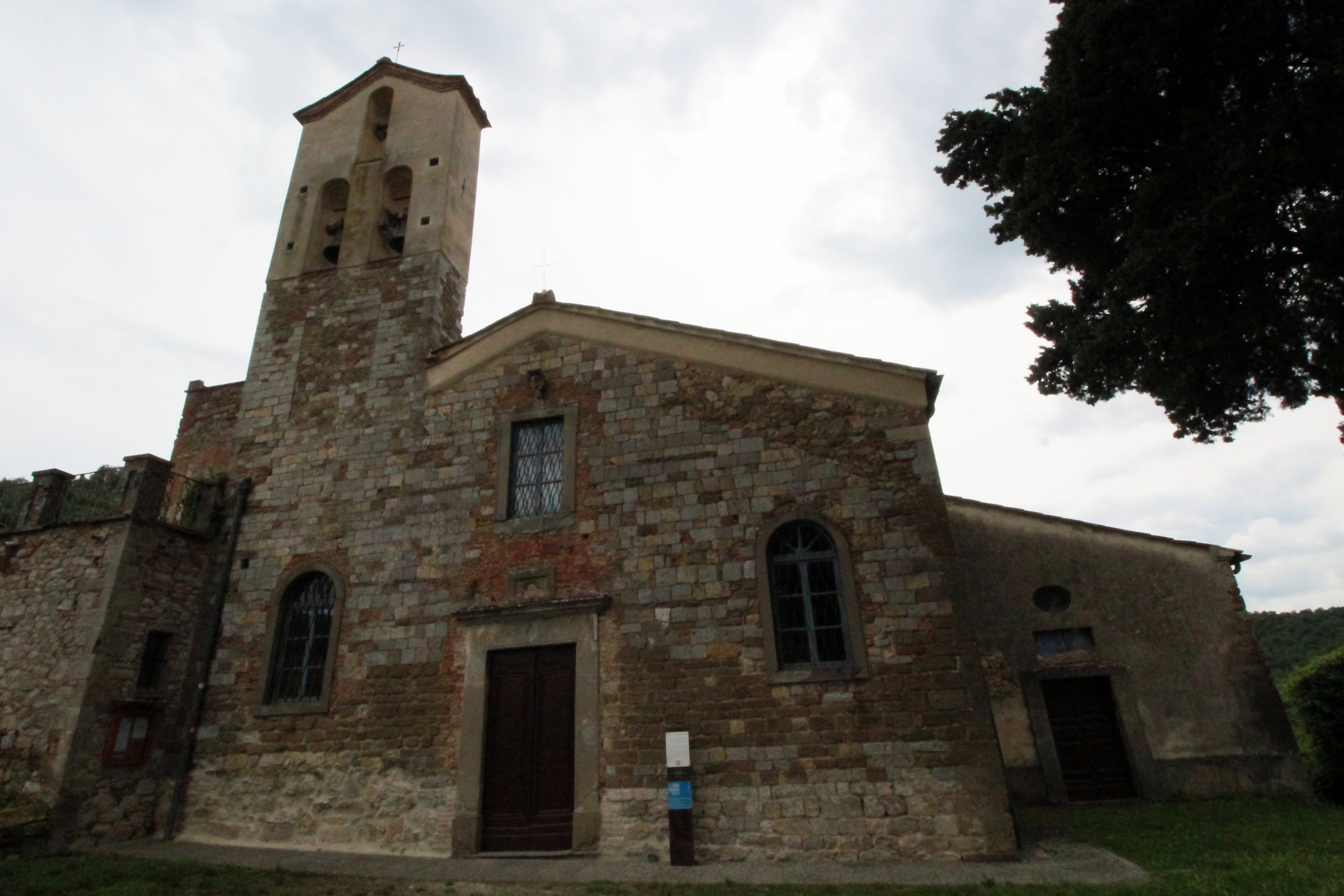
Die Pieve San Giovanni Battista a Galatrona, auch San Giovanni Battista a Petrolo genannt
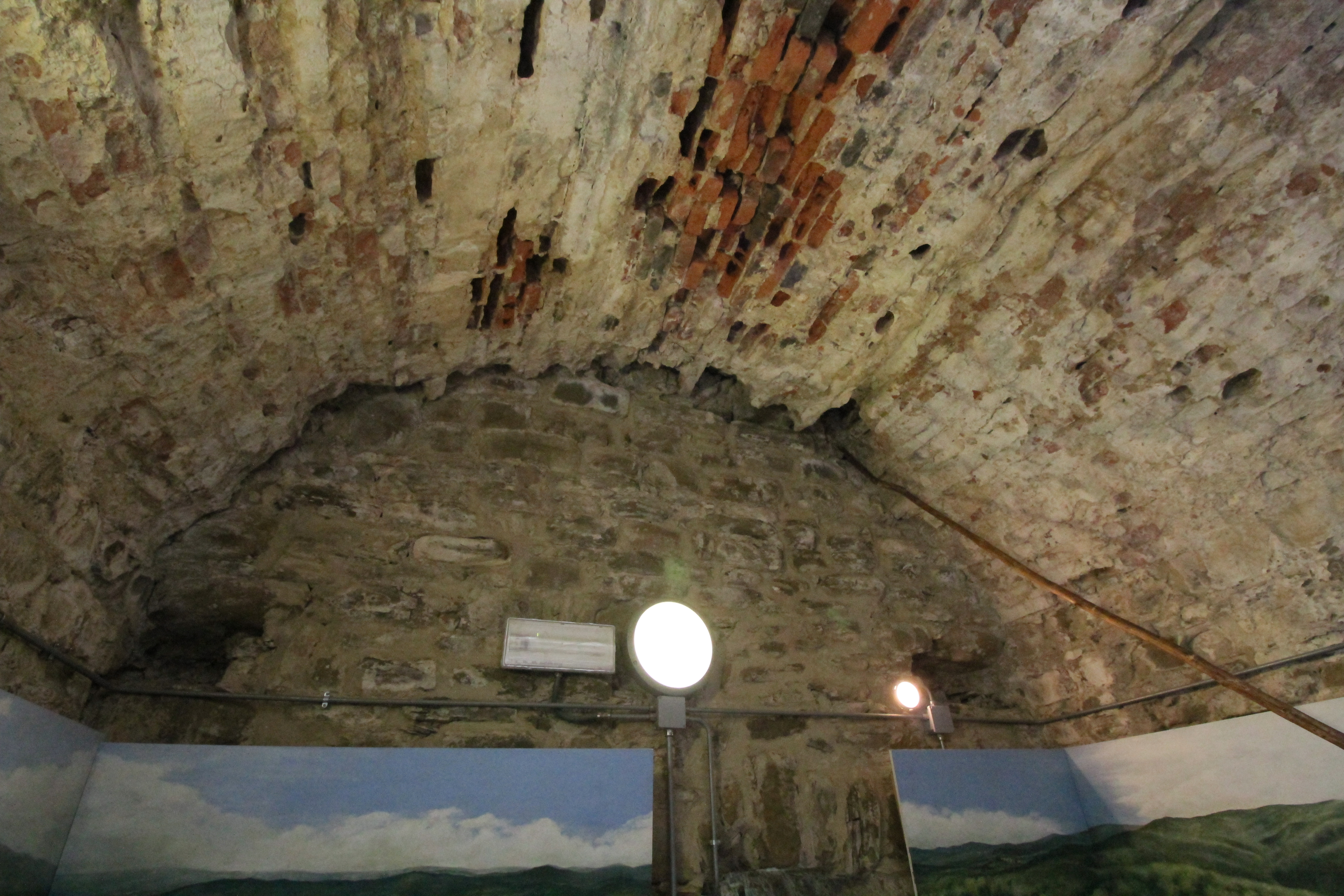
Deckengewölbe des Turms
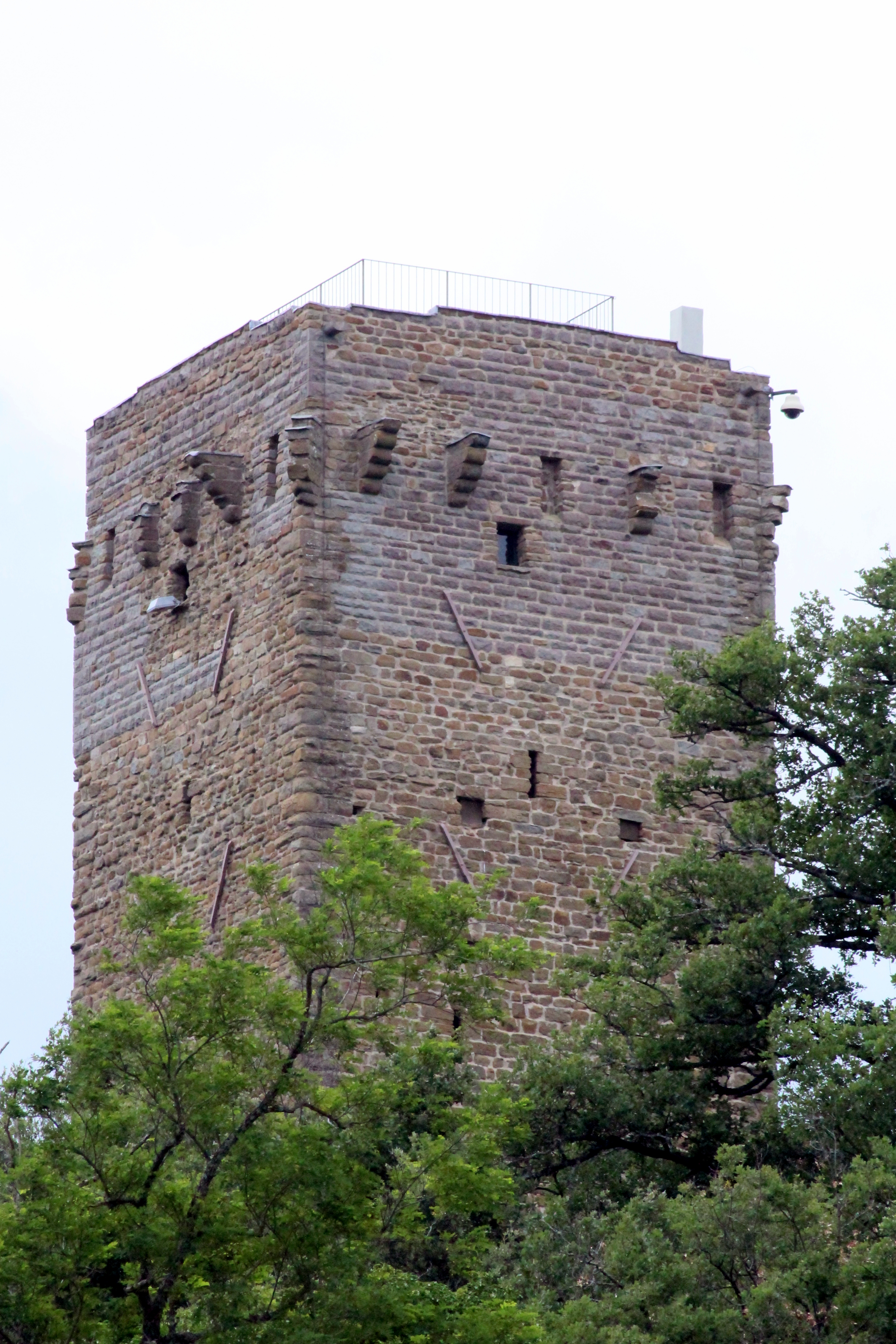
Außenansicht des Turms